# Royal Copenhagen
Royal Copenhagen, oficjalnie Królewska Fabryka Porcelany (duń. Den Kongelige Porcelainsfabrik) – producent luksusowych wyrobów z porcelany. Została założona w Kopenhadze dnia 1 maja 1775 roku pod opieką Królowej Julii Marii. Znakiem fabryki są trzy faliste linie nad sobą symbolizujące trzy cieśniny Danii: Sund, Wielki Bełt i Mały Bełt.
Firma produkuje teraz swoje produkty w Tajlandii.

## Historia
Pierwsze nieudane próby wyprodukowania w Kopenhadze porcelany przeprowadzone były w 1731 roku przez Eliasa Vatera, wytwórcę luster i hutnika szkła z Drezna. Duńska Królewska Fabryka Porcelany, która później przekształciła się w Royal Copenhagen, powstała w wyniku eksperymentów prowadzonych przez farmaceutę Frantz Heinrich Müller (1738–1820). Müller był chemikiem, który specjalizował się w mineralogii, a od początku 1770 r. eksperymentował z kwarcem, skaleniem i kaolinem. Był to tajny chiński przepis, który został odtworzony w Miśni około 1710 r.
Przez wiele lat Meissen udało się zachowywać tajemnicę tworzenia porcelany dla siebie. Müller rozpoczął eksperymenty ze składnikami porcelany, które były znane i drukowane w wielu książkach. Niemniej jednak sama wiedza teoretyczna była niewystarczające, aby zagwarantować sukces w praktyce; Müller spędził wiele czasu i zainwestował wiele pieniędzy na eksperymenty ze swoją małą wypalarnią porcelany.
W roku 1774 Müller był gotowy zaprosić potencjalnych inwestorów do udziałów w duńskiej fabryce porcelany, zainteresowanie było jednak znikome. Zmieniło się to w roku 1775, gdy królowa wdowa Julia Maria i syn przypuszczalnego dziedzica tronu Frederika stali się partnerami w spółce.
Przez prawie sto lat Duńska Królewska Fabryka Porcelany była prowadzona przez rodzinę królewską. W 1868 przeszła w ręce prywatne, ale nadal zachowała swoją nazwę i przywileje. Kilka lat później, w roku 1882/1884, fabryka została połączona z fabryką glinowego fajansu Aluminia i przeniosła się z centrum Kopenhagi do nowych pomieszczeń we Frederiksberg. Aluminia i Royal Copenhagen prowadzone były niezależnie do 1969 roku, kiedy to Aluminia przestała istnieć a znakiem sygnującym stała się nazwa Royal Copenhagen Denmark Fayence.
W 1790 roku Royal Copenhagen wprowadził swój słynny już serwis Flora Danica, który stał się jej wizytówką. Inspiracją dla nazwy serwisu oraz zdobiącej go dekoracji roślinnej stał się znany duński atlas botaniczny. Z inicjatywy króla Chrystiana VII stworzony został wytworny serwis z dekoracją roślinną wzorowaną na ilustracjach ze słynnego zielnika. Pracę nad produkcją zastawy rozpoczęto w 1790 r., po tym jak książę Fryderyk zamówił ją w imieniu swego ojca w Królewskiej Duńskiej Manufakturze Porcelany. Wykonanie dekoracji malarskiej serwisu powierzono Johannowi Christophowi Bayerowi. W ciągu dwunastu lat ten niemiecki artysta „przeniósł” na porcelanę ponad 700 przedstawień roślinnych znanych z kart atlasu na 1802 naczynia. Pierwotnie serwis Flora Danica miał być królewskim podarunkiem dla wielkiej miłośniczki i kolekcjonerki porcelany – carycy Katarzyny II, która zmarła w 1796 r. nie doczekawszy ukończenia przeznaczonego jej dzieła. Wytworna zastawa pozostała więc na duńskim dworze. Po raz pierwszy podano na niej do stołu podczas królewskich urodzin, 29 stycznia 1803 r. Z 1802 elementów oryginalnego kompletu do dzisiaj zachowało się około 1530.
Flora Danica należy do windsorskiej kolekcji Elżbiety II, a także obecna księżna Mary otrzymała tę wyjątkową zastawę w 2004 roku. Naszkliwne dekoracje roślinne malowane są ręcznie, dodatkowo brzegi pokrywa się 24-karatowym złotem.

## Stan obecny
W 1987 roku firma połączyła się z jej głównym konkurentem Bing & Grøndahl producentem porcelany; firmą założoną w 1853 roku przez Frederika Vilhelma Grøndahla i braci Meyera Hermanna Binga i Jacoba Hermana Binga (B&G). Sygnaturą wytwórni były trzy wieże pochodzące z herbu Kopenhagi. Najbardziej znanym i rozpoznawanym wzorem jest zaprojektowany przez Fanny Garde w 1892 roku projekt Mewa (Seagull); skromne, klasyczne wzornictwo przedstawiające latające mewy na jasnoniebieskim tle morza. W roku 1895, Bing & Grøndahl stworzył pierwszy w serii talerzy Bożonarodzeniowych przedstawiających tradycyjną zimową scenerię. Kobaltowo-białe talerze były wypuszczane na rynek przez blisko 100 lat i stały się pożądane przez kolekcjonerów. Seria ta stała się znaczną częścią produkcji firmy.
Dzisiaj Royal Copenhagen jest producentem luksusowej porcelany stołowej, szkła ozdobnego, przedmiotów użytkowych, figurek, elementów wystroju świątecznego (Boże Narodzenie, Wielkanoc), przedmiotów okolicznościowych (Dzień Matki). Do dzisiejszego dnia zachwyca kunsztem wykonania detalu i uchwycenia piękna. Wszystkie przedmioty malowane i wykonywane są ręcznie co daje im niepowtarzalność i staje się cennym nabytkiem nie tylko dla kolekcjonerów. Jest dostawcą dworu królewskiego oraz ma tak wyjątkowych klientów jak Elton John i Oprah Winfrey.

## Wzory
Najbardziej znane
- Flora Danica, Blue Fluted, Blue Flower, Henriette, Saxon Flower, Fan, Gemina, Gemma.
- Empire, Offenbach, Butterfly, Seagull.
- Tranquebar, Blue Line.

Nowe
- Black Mega, Palmette, White Plain, White Half Lace, White Full Lace, Blue Flower Curved, Plain, White Pot, Blue Line, Christmas service Star Fluted, Ole, Platinum, Flora, Flora Danica Fungi Collection
- Seria kolorowych nowoczesnych kubków Contrast

Wycofane z produkcji
- Gemina, Gemma, Jingle Bells, oraz Julian Marie.
- Blue Henning Koppel, White Henning Koppel, Tema, Mexico.

## Projektanci
Wybrani projektanci Royal Copenahagen:
- Allan Therkelsen – zaprojektował siedzące lub stojące, przygotowujące się do wykonywania swoich czynności ubrane w kostiumy baletnice.
- Arnold Krog – wykształcony w Królewskiej Akademii Sztuk Pięknych – dyplom w 1880 roku. Kierownik artystyczny Royal Copenhagen (1884-1916), wskrzesił wzór Blue Fluted i rozwinął produkcję Blue Flower.
- Christel Marott – twórczyni niepowtarzalnych biskwitowych figurek z serii Zodiac (damskich).
- Erik Nielsen – zatrudniony w Bing & Grøndahl w latach 1886/87, później w Royal Copenhagen. Był twórcą i inicjatorem naturalistycznej linii zwierząt. Podczas pracy w B&G stworzył serwis Heron i Seagull (Mewa).
- Flemming Eskildsen – z wykształcenia złotnik u Georga Jensena (1956). Szef studia od 1962 roku. Twórca serwisu Magnolia; dekoracją jest pączek kwiatu, który był ulubionym motywem Georga Jensena.
- G. H. Hetsch – artystyczny Szef Royal Copenhagen od 1828-1864. Twórca serwisu Empire.
- Grethe Meyer – cechą wszystkich jej prac jest prostota; stworzyła wzór Blue Line.
- Johann Christoph Bayer – przeniósł na porcelanę i stworzył 1802 elementy serwisu Flora Danica.
- Karen Kjældgård-Larsen – projektantka linii Blue Fluted Mega.
- Monica Ritterband – zainpirowana zapisem nutowym stworzyła serię figurek wysokich kluczy wiolinowych o cech ludzkich.
- Ole Jensen – twórca przedmiotów użytkowych, np. dzbanek na sok z wbudowaną wyciskarką do cytrusów.
- Sven Vestergaard – autor serii bożonarodzeniowych talerzy, pierwszym projektem tego artysty był talerz przedstawiający duński młyn wodny.
- Pia Langelund – twórczyni niepowtarzalnych biskwitowych figurek z serii Zodiac (męskich).
- Anja Wang Kragh – autorka nowej linii filiżanek inspirowanych kwiatami (nowość 2011)
- Wouter Dolk – Seria Blomst (nowość 2018)

## Sygnatura
Znak trzech fal zmieniał się w czasie istnienia firmy.